# Nowdeshah
Nowdeshah (persiska: نودشه) är en ort i Iran.   Den ligger i provinsen Kermanshah, i den nordvästra delen av landet, 500 km väster om huvudstaden Teheran. Nowdeshah ligger 1 508 meter över havet och antalet invånare är 3 548.
Terrängen runt Nowdeshah är bergig norrut, men söderut är den kuperad. Runt Nowdeshah är det ganska glesbefolkat, med 34 invånare per kvadratkilometer. Närmaste större samhälle är Pāveh, 17,8 km sydost om Nowdeshah. Trakten runt Nowdeshah består i huvudsak av gräsmarker.